# غي دي آر إن
غي دي آر إن (بالإنجليزية: GDRN) هي ممثلة ومغنية آيسلندية ولدت في 8 يناير 1996م.